# Sisyphus nodifer
Sisyphus nodifer är en skalbaggsart som beskrevs av Gerstaecker 1871. Sisyphus nodifer ingår i släktet Sisyphus och familjen bladhorningar. Inga underarter finns listade i Catalogue of Life.